# شاپرک آمریکایی
شاپرک آمریکایی (نام علمی: Agdistis americana) نام یک گونه از سرده پرپرواران آگدیستینا است.